# Cornelius Gurlitt (storico dell'arte)
Cornelius Gustav Gurlitt (Nischwitz, 1º gennaio 1850 – Dresda, 25 marzo 1938) è stato un architetto tedesco.
Docente a Dresda dal 1893 al 1902, fu autore di una monumentale Storia del Barocco, del Rococò e del Classicismo in tre volumi (1886-1889). 
Suo figlio fu il musicologo Wilibald Gurlitt.